# House of Blues

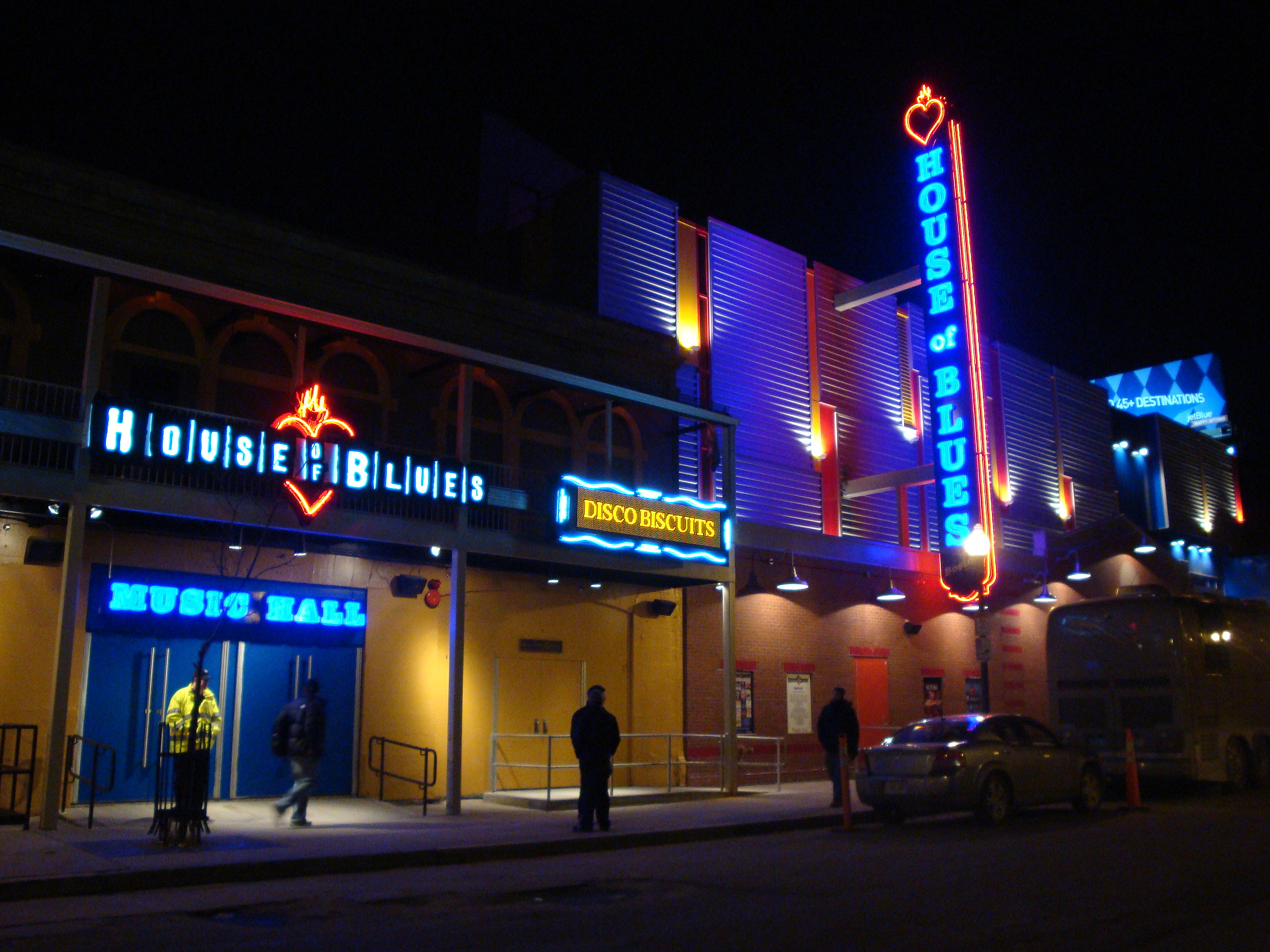
House of Blues Boston

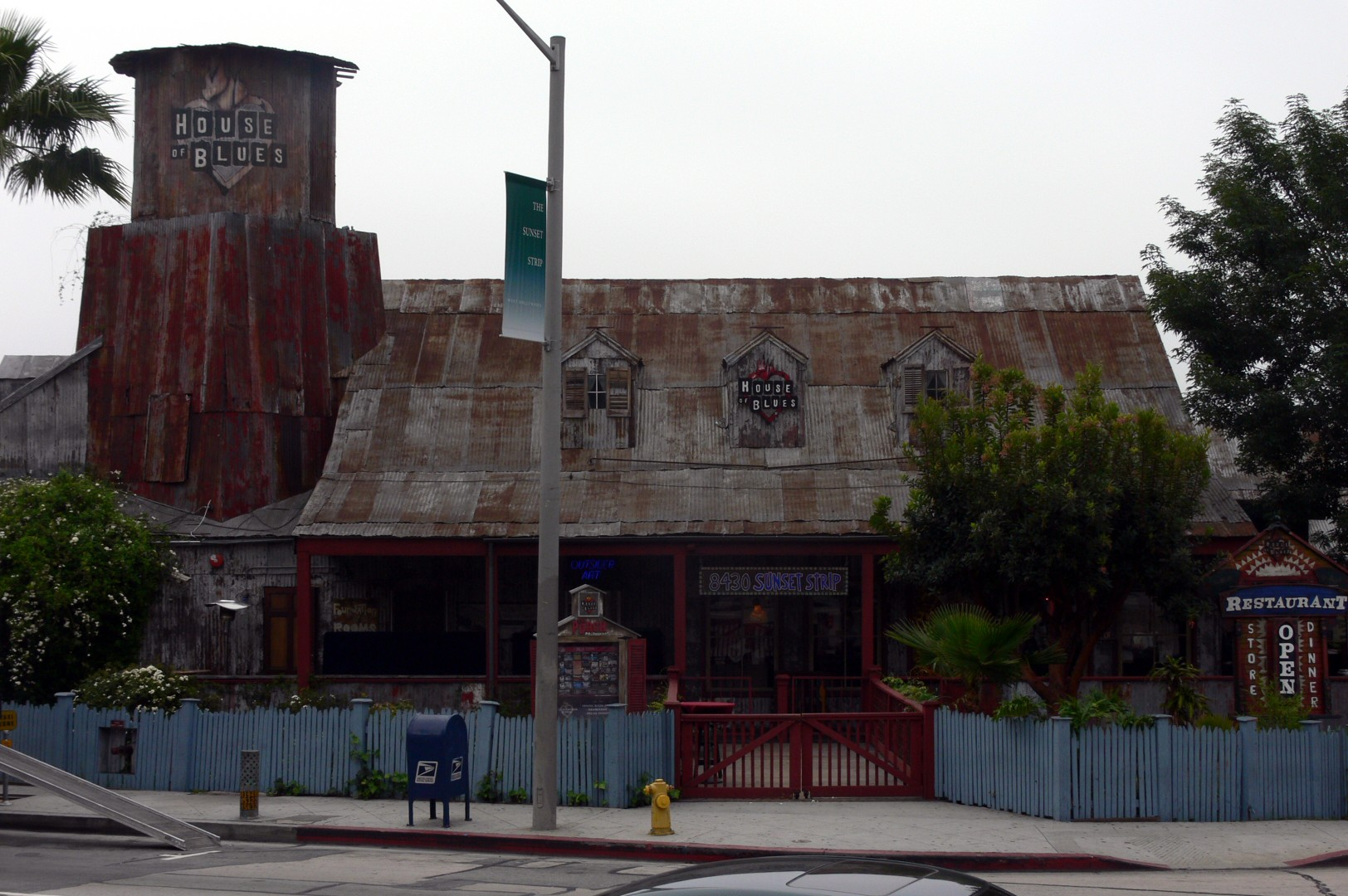
House of Blues Hollywood, Los Angeles

House of Blues ist eine US-amerikanische Firma, die mehrere Veranstaltungsorte für Musik in den USA betreibt. Gegründet wurde die Firma von Isaac Tigrett, dem Mitbegründer von  Hard Rock Cafe, und dem Schauspieler und Musiker Dan Aykroyd. Gekennzeichnet sind die Veranstaltungsorte durch tägliche Livemusik in Verbindung mit vom amerikanischen Süden inspirierter Küche.

## Geschichte
Das erste House of Blues wurde 1992 im Harvard Square District von Cambridge (Massachusetts) eröffnet. Neben Trigett und Aykroyd gehören unter anderem Aerosmith, Paul Shaffer, River Phoenix, James Belushi und die Universität Harvard zu den Geldgebern. Das erste House of Blues hat aber inzwischen geschlossen. Dan Aykroyd und James Belushi blieben dem House of Blues eng verbunden, so eröffneten sie oft neue Veranstaltungsorte.
Am 5. Juli 2006 wurde House of Blues von Live Nation, einem in Beverly Hills, Kalifornien, beheimateten Konzertveranstalter übernommen. Zurzeit werden 13 Veranstaltungsorte unter der Marke House of Blues geführt.

## Veranstaltungsorte
Ein House of Blues (in Klammer das Eröffnungsjahr) gibt es in:
| - Anaheim (2001) - Atlantic City (2005) - Boston - Chicago (1996) - Cleveland (2004) - Dallas (2007) - Houston (2008) | - Las Vegas (1999) - Los Angeles (1994) - Myrtle Beach (1997) - New Orleans (1994) - Orlando (1997) - San Diego (2005) |

## MarkeHouse of Blues
- The International House of Blues Foundation – eine gemeinnützige Einrichtung, die Kunst in Schulen und öffentliche Einrichtungen bringt[6]
- House of Blues Radio Hour Gastgeber: Elwood Blues (Dan Aykroyd)
- House of Blues Studios – HOB Encino, HOB Nashville, HOB Memphis[7]

## Livealben aus demHouse of Blues(Auswahl)
- Tupac: Live at the House of Blues
- Etta James: Burnin’ Down the House: Live at the House of Blues; HoB Los Angeles
- Thrice: Live at The House of Blues; HoB Anaheim
- Yes: House of Yes – Live from House of Blues; HoB Las Vegas
- James Brown: Live from The House of Blues (DVD)
- John Legend: Live at the House of Blues (DVD)
- The Blues Brothers: Live at Las Vegas's House of Blues.
- Reel big fish: The Show Must Go Off – Live at the House of Blues
- Blue Dogs: Live At The House Of Blues DVD
- Solomon Burke: Live at House of Blues
- Raphael Saadiq: All Hits at the House of Blues
- The Cult: House Of Blues San Diego,Ca – 03/04/2006
- Travers & Appice: Live At The House Of Blues
- Stone Temple Pilots: Live at the House of the Blues L.A.
- The Vandals: Live at the House of Blues